# Nána, Slovacia
Nána este o comună slovacă, aflată în districtul Nové Zámky din regiunea Nitra. Localitatea se află la altitudinea de 108 m deasupra n.m., se întinde pe o suprafață de 17,95 km2 și în 2017 număra 1.223 de locuitori.

## Istoric
Localitatea Nána este atestată documentar din 1157.

## Demografie
| An:                | 1994 | 2004   | 2014   | 2024   |
| ------------------ | ---- | ------ | ------ | ------ |
| Număr de persoane: | 1138 | 1187   | 1190   | 1188   |
| Diferență:         |      | +4,30% | +0,25% | −0,16% |

| An:                | 2023 | 2024   |
| ------------------ | ---- | ------ |
| Număr de persoane: | 1198 | 1188   |
| Diferență:         |      | −0,83% |